# NGC 5327
NGC 5327 est une galaxie spirale barrée située dans la constellation de la Vierge. Sa vitesse par rapport au fond diffus cosmologique est de 4 646 ± 20 km/s, ce qui correspond à une distance de Hubble de 68,5 ± 4,8 Mpc (∼223 millions d'al). NGC 5327 a été découverte par l'astronome germano-britannique William Herschel en 1787.
La classe de luminosité de NGC 5327 est II et elle présente une large raie HI. Selon la base de données Simbad, NGC 5327 est une galaxie LINER, c'est-à-dire une galaxie dont le noyau présente un spectre d'émission caractérisé par de larges raies d'atomes faiblement ionisés.
À ce jour, trois mesures non basées sur le décalage vers le rouge (redshift) donnent une distance de 41,500 ± 2,170 Mpc (∼135 millions d'al), ce qui est à l'extérieur des valeurs de la distance de Hubble. Notons que c'est avec la valeur moyenne des mesures indépendantes, lorsqu'elles existent, que la base de données NASA/IPAC calcule le diamètre d'une galaxie et qu'en conséquence le diamètre de NGC 5327 pourrait être d'environ 41,9 kpc (∼137 000 al) si on utilisait la distance de Hubble pour le calculer.